# 山之内二郎
山之内 二郎（やまのうち じろう、1898年（明治31年）10月13日 - 1980年（昭和55年）6月29日）は、大日本帝国陸軍軍人。最終階級は陸軍少将。

## 経歴
1898年（明治31年）に鹿児島県で生まれた。陸軍士官学校第32期、陸軍大学校第40期、東京帝国大学法学部卒業。1939年（昭和14年）1月16日に陸軍省軍務局課員に就任し、8月1日に朝鮮軍参謀に転じた。1941年（昭和16年）3月1日に陸軍大佐に進級し、10月15日に第6師団参謀長（第11軍）に就任し、日中戦争に出動。1943年（昭和18年）6月11日に東部軍司令部附となり、11月10日に軍需省軍需官に就任した。
1945年（昭和20年）3月1日に陸軍少将に進級し、免陸軍省整備局御用掛となり、中部軍管区参謀副長兼第15方面軍参謀副長に就任した。5月5日には軍需省軽金属局長に就任した。
1947年（昭和22年）11月28日、公職追放仮指定を受けた。